# Pellagra
Pellagra er en sygdom, der skyldes mangel på B3 vitamin (niacin). 
Sammenhængen blev opdaget af Joseph Goldberger.
Pellegra er en lyslokaliseret, hyperpigmenteret dematitis med tørhed af læber, mundhule og glossitis.